# 쉬찬프
쉬찬프(로만슈어 발음: [ʃtɕaɱf] ( 듣기); 독일어: Scanfs; 이탈리아어: Scanevo)는 스위스 그라우뷘덴주의 말로야구에 있는 자치체이다.
쉬찬프의 지자체에는 수사우나, 샤펠라 및 치누오스-첼(Cinuos-chel)이 있다.

## 이름
쉬찬프는 1137-1139년경에 Scaneves로 처음 언급되었다. 1356년에는 Scanevo로 언급되었다. 로만슈어 이름 S-chanf는 쉬찬프[ʃtɕanf]로 발음된다. 독일어 스칸프스(Scanfs)는 1943년까지 공식적이었다. 샤펠라는 1209년에 언급된 예배당의 위치이다. 수사우나는 1285년에 Sauzana로 언급된다.

## 지리

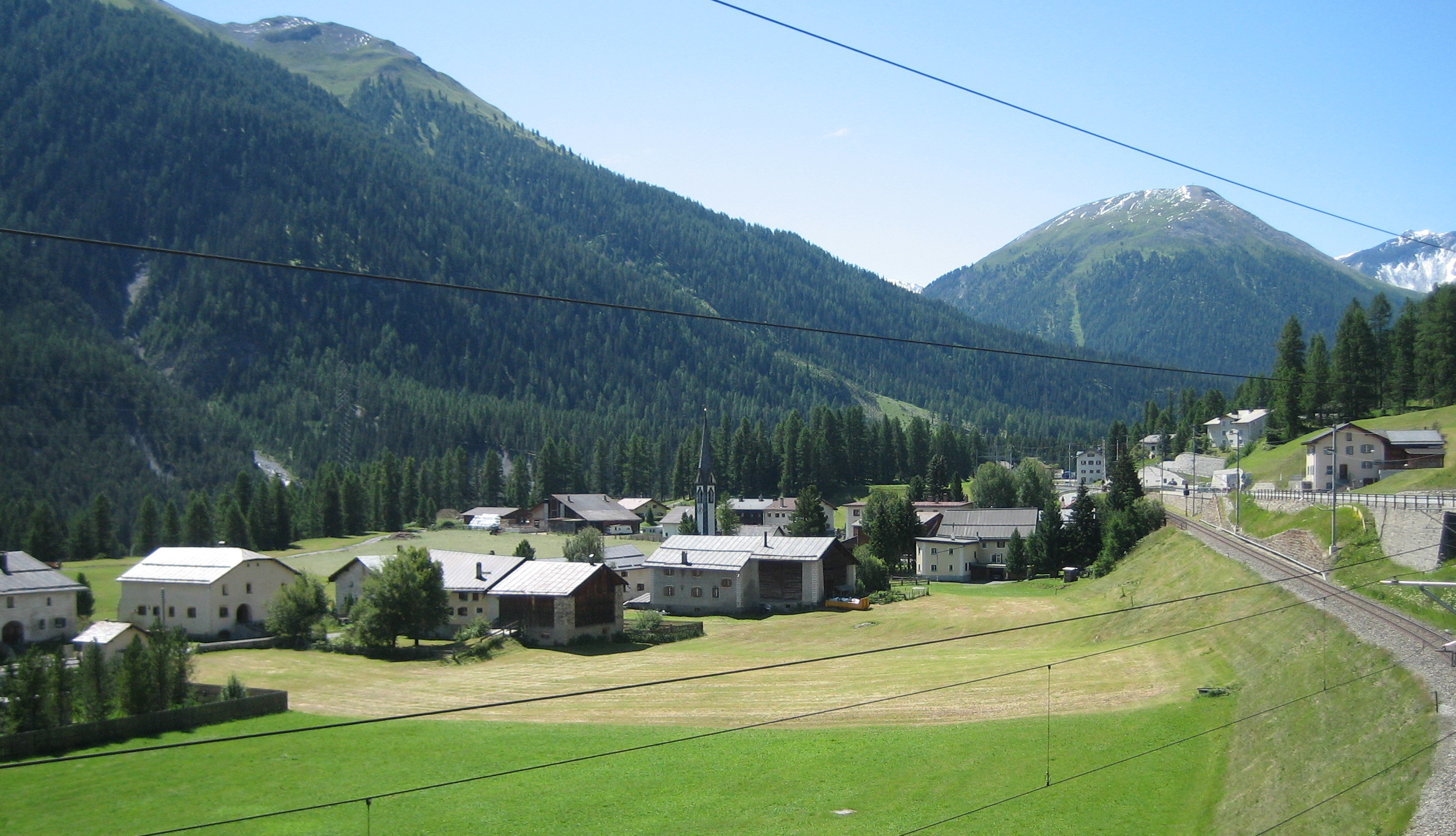
쉬찬프의 Cinuos-chel 마을

쉬찬프의 면적은 2006년 기준으로 138k㎡이다. 이 면적 중 23.7%는 농업용으로 사용되며 18.6%는 산림이다. 나머지 토지 중 0.6%는 정착지(건물 또는 도로)이고, 나머지(57.1%)는 비생산적(강, 빙하 또는 산)이다.
2017년 이전에 시정촌은 인강을 따라 카산나 고개 입구에 있는 말로야구의 상부 엥가딘 하위 구역에 있었다. 2017년 이후에는 말로야구의 일부이다. 치누오스-첼 및 수사우나 구간과 함께 선형 쉬찬프 마을로 구성된다. 마을의 고도는 1,662m이다.
수사우나는 역사적인 국제무역로인 스칼레타 고개로 가는 길에 위치한 쉬찬프 시정촌의 작은 마을이다.

## 인구통계
1850년에 쉬찬프의 인구는 439명이었고, 모두 로만슈어를 사용했다. 인구는 1900년에 402명으로 감소했고, 1950년에 460명으로 다시 증가했다. 쉬찬프의 인구는 697명(2020년 12월 31일 기준)이다. 2008년 기준으로 인구의 11.4%가 외국인이다. 지난 10년 동안 인구는 연간 7.5%의 비율로 증가했다.
2000년 기준으로 인구의 성별 분포는 남성 50.7%, 여성 49.3%였다. 2000 년 현재 쉬찬프의 연령 분포는 66명의 어린이, 즉 0세에서 9세 사이의 인구의 10.6%였다. 46명의 십대, 또는 7.4%, 10세에서 14세 사이; 15세에서 19세 사이의 10대 46명(7.4%). 성인 인구 중 74명(인구의 11.9%)이 20세에서 29세 사이였다. 119명(19.2%)은 30세에서 39세 사이였다. 82명(13.2%)은 40세에서 49세 사이였다. 73명(11.8%)은 50세에서 59세 사이였다. 노인 인구 분포는 60세에서 69세 사이인 43명(인구의 6.9%)이었다. 47명 또는 7.6%, 70세에서 79세 사이; 21명 또는 3.4%, 80세에서 89세 사이; 그리고 90세에서 99세 사이의 3명 또는 0.5%이다.
2007년 연방 선거에서 가장 인기 있는 정당은 44.9%의 득표율을 기록한 SVP였다. 다음으로 가장 인기 있는 세 정당은 FDP (24.5%), SP (23.8%), CVP (5.4%)였다.
쉬찬프에서 인구의 약 67%(25세에서 64세 사이)는 필수가 아닌 고등 교육 또는 추가 고등 교육(대학 또는 응용학문대학)을 완료했다.
쉬찬프의 실업률은 1.49%이다. 2005년 기준으로 1차(추출) 경제 부문에 45명이 고용되었고, 이 부문에 약 21개 기업이 참여했다. 51명이 2차(제조) 부문에 고용되어 있으며, 6개 기업이 있다. 32개 기업과 함께 3차(서비스) 부문에 119명이 고용되었다.
역사적 인구는 다음 표에 나와 있다.
| 년도 | 인구 |
| ---- | ---- |
| 1781 | 423  |
| 1806 | 450  |
| 1850 | 439  |
| 1900 | 402  |
| 1950 | 460  |
| 2000 | 620  |

### 언어
2000년 기준, 대부분의 인구는 로만슈어(51.8%)를 사용하며, 독일어가 2위(37.3%)이고, 이탈리아어가 3위(5.6%)이다. 인구는 푸테의 상부 엥가딘 로만슈어 방언이나 뷘드너 변종 알레만계 독일어를 사용한다. 인구의 약 68%는 적어도 수동적으로 로만슈어를 이해할 수 있었다.
19세기 중반까지 마을의 모든 주민들은 로만슈어를 사용했지만, 외부 세계와의 무역이 증가하면서 사용이 감소하기 시작했다. 1880년에는 약 86%가 로만슈어를 모국어로 사용했다. 1910년에는 92%; 1941년에는 81%였다. 1970년에는 이 수치가 65%로 떨어졌고 2000년에는 52%로 떨어졌다.
| 쉬찬프의 언어 |             |             |             |             |             |             |
| 언어          | Census 1980 | Census 1980 | Census 1990 | Census 1990 | Census 2000 | Census 2000 |
| 언어          | 수          | 퍼센트      | 수          | 퍼센트      | 수          | 퍼센트      |
| 독일어        | 74          | 16.02%      | 129         | 25.60%      | 231         | 37.26%      |
| 로만슈어      | 344         | 74.46%      | 336         | 66.67%      | 321         | 51.77%      |
| 이탈리아어    | 26          | 5.63%       | 27          | 5.36%       | 35          | 5.65%       |
| 인구          | 462         | 100%        | 504         | 100%        | 620         | 100%        |

## 관광

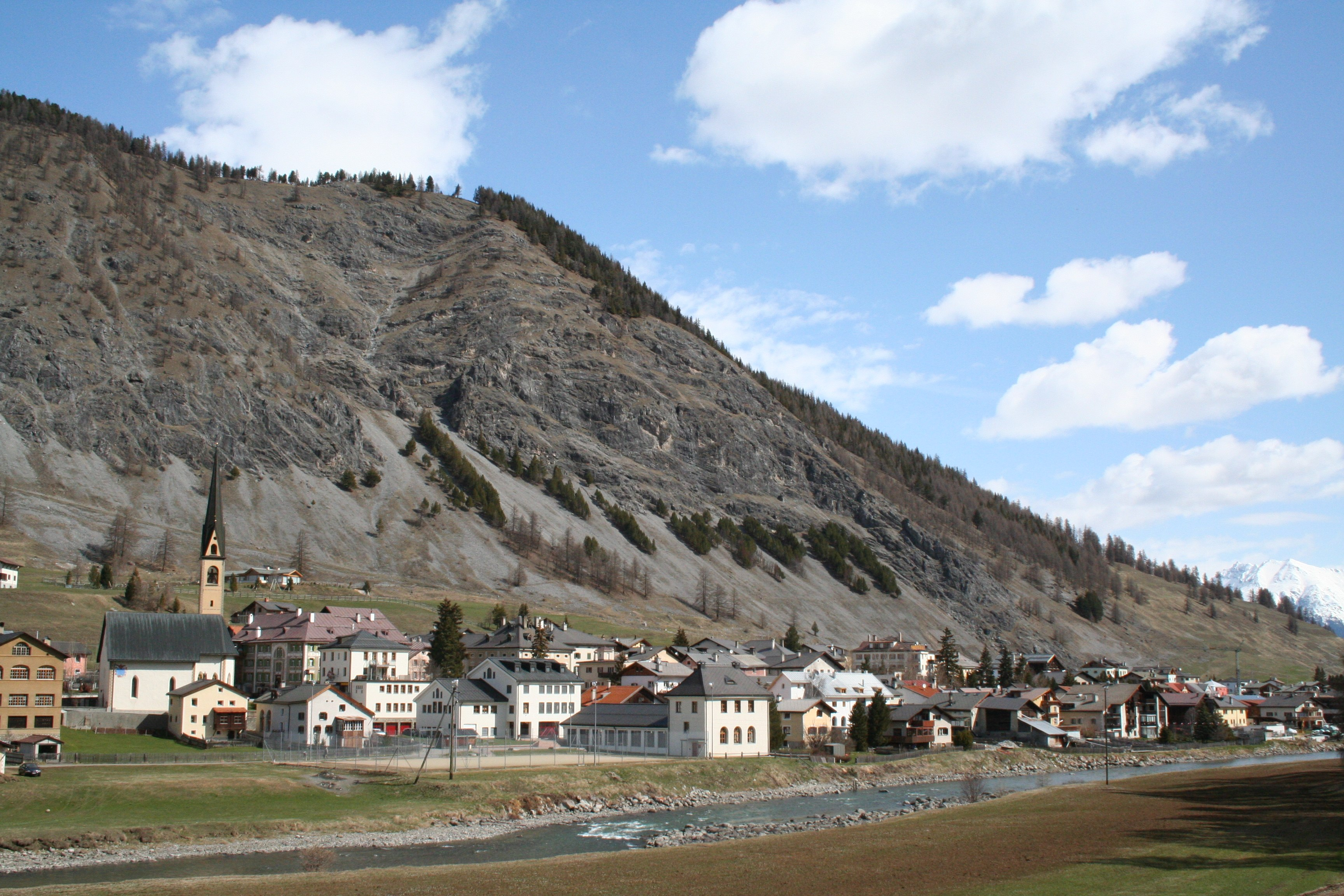
쉬찬프

쉬찬프는 공원의 보행자 전용 구역인 발트룹춘과 엥가딘이 합류하는 지점 근처에 있기 때문에 스위스 국립공원으로 들어가는 보행자 관문 중 하나이다. 공원에서 일찍 일어나는 사람들은 마멋과 높은 산에서 스틴복영양(아이벡스)을 발견할 수 있다. 적어도 두 개의 호텔(오로아와 스칼레타)이 있다.
쉬찬프는 말로야에서 시작되는 마라톤 거리를 가로지르는 인기 있는 크로스 컨트리 스키 경주인 “엥가딘 스키마라톤”의 최종 목적지이다.
Nrs의 쌍둥이 집과 헛간 216/217 및 Nr.에 헛간이 있는 집. 107개는 국가적으로 중요한 스위스 유산으로 등재되어 있다.
쉬찬프는 스위스 공군 기지의 본거지이며, 대공 표적 사격장 중 하나(“엥가딘 스키마라톤”의 결승점 역할도 함)를 해당 지역에 유지하고 있다.

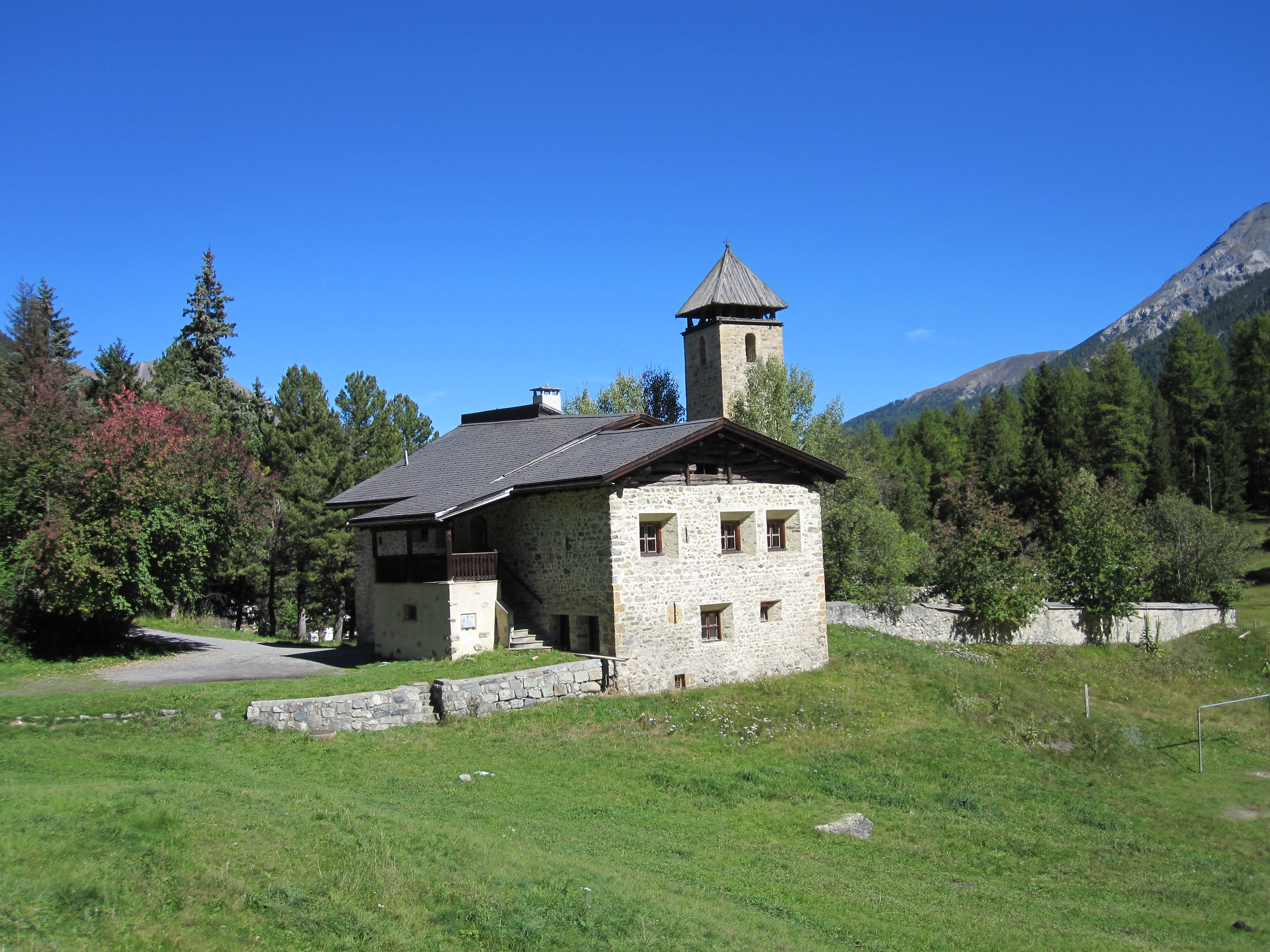
라샤펠라의 호스피스

라샤펠라의 호스피스는 약 1250년으로 거슬러 올라간다. 18세기 후반에 버려졌다가 1967년에 청소년 센터로 다시 문을 열었다.
수사우나의 예배당은 1696년에 지어졌으며 1723년부터 1834년까지 자체 목회자가 있었다. 20세기에 버려졌고 현재는 계절적으로만 사람이 거주하고 있다.

## 교통
지자체에는 쉬찬프 및 치누오스-첼-브라일의 두 기차역이 있다. 둘 다 베버-스쿠올-타라스프선에 있으며, 생모리츠, 란트콰르트, 스쿠올-타라스프 및 폰트레시나까지 정기적으로 운행한다.